# Đền Hoa Sen
Đền Hoa Sen, nằm trong Delhi, Ấn Độ, là một Đền thờ Bahá'í hoàn thành vào năm 1986. Nổi bật với hình dạng hoa của nó, nó đã trở thành một điểm thu hút nổi bật trong thành phố. Giống như tất cả Đền thờ Bahá'í, đền Hoa Sen chào đón tất cả mọi người, bất kể tôn giáo hay bằng cấp nào khác. Tòa nhà bao gồm 27 "cánh hoa" bằng đá cẩm thạch, được bố trí thành các nhóm ba thành chín cạnh với chín cửa mở ra một sảnh trung tâm với chiều cao của hơn 40 mét và sức chứa 2.500 người. Đền Hoa Sen đã giành được nhiều giải thưởng về kiến trúc và được trưng bày trong hàng trăm bài báo và tạp chí. Báo cáo CNN năm 2001 đã đề cập đến nó như là tòa nhà được truy cập nhiều nhất trên thế giới.
Tôn giáo Bahá'í dạy rằng một Đền thờ Bahá'í phải là một không gian cho tín dồ của tất cả các tôn giáo để thu thập, suy nghĩ, và tôn thờ. Bất cứ ai cũng có thể vào Đền hoa Sen bất kể nền tảng tôn giáo, giới tính hay những khác biệt, như trường hợp của tất cả các Đền thờ Bahá'í. Các bài viết thiêng liêng không chỉ của tôn giáo Bahá'i mà còn các tôn giáo khác có thể được đọc hoặc hát vang, bất kể ngôn ngữ; mặt khác, việc đọc các văn bản không phải là Kinh thánh bị cấm, cũng như đưa ra các bài giảng hoặc các bài giảng và gây quỹ. Có thể hát các ca đoàn hợp xướng bằng các bài đọc và cầu nguyện âm nhạc nhưng không có nhạc cụ nào có thể được chơi bên trong. Không có mẫu thiết cho thờ phượng, và nghi thức nghi lễ không được phép.